# Euclystis perplexa
Euclystis perplexa là một loài bướm đêm trong họ Erebidae.